# پرواز شماره ۸۶۴ اجیپت‌ایر
پرواز شماره ۸۶۴ هواپیمایی مصر(به انگلیسی: EgyptAir Flight 864) یک پرواز از رم به مقصد توکیو با توقفی در قاهره ، هندوستان و بانکوک که حامل  ۴۳ مسافر و ۹ خدمه بود، در تاریخ ۲۵ دسامبر ۱۹۷۶ (آذر ۱۳۵۵) دچار سانحه شد و ۵۲ مسافر (از جمله یک خانواده سه نفره ازایران) و خدمه  و همچنین ۱۹ نفر روی زمین (در یک کارگاه صنعتی در بانکوک) کشته شدند.